# Helena Grzegorczyk
Pour les articles homonymes, voir Grzegorczyk.
Helena Olga Grzegorczyk (née le 9 décembre 1918 à Drohobycz, Pologne - morte le 23 mars 1985 à Nowa Ruda, Pologne) est une juste parmi les nations polonaise.

## Biographie
Pendant la Seconde Guerre mondiale, avec son mari Władysław Grzegorczyk, elle cache plusieurs Juifs dont Paulina Zylberberg avec sa nièce de deux ans, sa belle-sœur, Minka Fuchsberg, la famille Blum et un bébé Liwsza (Lily) Fuchsberg (née le 8 septembre 1942) qui a été adoptée après la guerre par les Grzegorczyk et a changé son nom en Zdzisława Grzegorczyk.
En 1965 elle est honorée juste parmi les nations par le Yad Vashem, en 2008 elle est décorée à titre posthume, de la Croix de Commandeur de l'Ordre Polonia Restituta.

## Décorations
- Croix de Commandeur de l'Ordre Polonia Restituta